# Griseldis (Perrault)
Griseldis (französischer Originaltitel: La Marquise de Salusses ou la Patience de Griselidis) ist ein Märchen von Charles Perrault. Es erschien in Versen 1691, dann 1695 zusammen mit Die törichten Wünsche und Eselshaut mit neuem Vorwort versehen, später in Prosa mit seinen übrigen Märchen in der Sammlung Contes de ma Mère l’Oye.

## Inhalt
Ein anmutiger Prinz vereint viele Tugenden, aber fürchtet Frauen, die er für falsch hält. Nachdem er die Bitte seiner Untertanen um einen Nachfolger also abschlug, verirrt er sich auf der Jagd von seinem Gefolge und findet eine schöne Schäferstochter, die ihm den Weg zeigt. Verliebt besucht er sie wieder und erfährt, wie bescheiden Griseldis mit ihrem Vater lebt. Den Rat lässt er wissen, er wolle eine Frau des Landes wählen, worauf sich alle herausputzen und staunen, als er am Hochzeitsmorgen in den Wald reitet. Griseldis meint erst, er spotte, aber entspricht seinem Wunsch, ihm immer zu gehorchen, und findet sich schnell in ihre Rolle als Königin. Als sie ein Kind bekommt, lässt er es ins Kloster bringen und erzählt ihr noch, es sei gestorben, um ihre Tugend zu prüfen. Nach 15 Jahren verliebt sich diese Tochter. Der Prinz mag den Schwiegersohn, doch gibt er vor, sie selbst heiraten zu wollen, um sie zu prüfen. Griseldis schickt er zurück in den Wald, ihre schon erprobte Standhaftigkeit allen zu offenbaren. Sie muss die Hochzeit vorbereiten, auf der er sie überraschend wieder einsetzt und die Tochter dem jungen Herrn gibt. Alle jubeln und preisen Griseldis’ Tugend.

## Erläuterungen
Perrault kontrastiert Griseldis’ Schönheit und Tugend zur unbegründeten Eifersucht des Prinzen, erst am Schluss vom Erzähler auch der Vater genannt. Die Vorrede stellt sie als Vorbild rar gewordener weiblicher Tugend hin. Doris Distelmaier-Haas bemerkt die legendenhafte Starre und Unglaubwürdigkeit der Hauptfigur, wo der sehr menschliche Prinz dem Leser den Spiegel vorhalten könnte. Die Erzählung ist der formalen Tradition der Antike verhaftet und soll sich Anfang des 11. Jahrhunderts begeben haben. Sie erschien auch bei Marie de France, in Giovanni Boccaccios Decamerone (X, 10), Francesco Petrarcas De obedientia ac fide uxoria mythologia, Lope de Vegas El ejemplo de casadas y prueva de la paciencia, bei Gerhart Hauptmann Griselda.
Siehe auch Griseldis (Decamerone), Maria Edgeworths The Modern Griselda, Friedrich Halms Drama Griseldis, Hedwig Courths-Mahlers Roman Griseldis. Zum eifersüchtigen Prinzen vgl. auch die Rahmenhandlung von Tausendundeine Nacht.